# Gatões
Gatões is een plaats (freguesia) in de Portugese gemeente Montemor-o-Velho en telt 541 inwoners (2001).